# Geschützter Landschaftsbestandteil Steinbrüche am Kaisberg

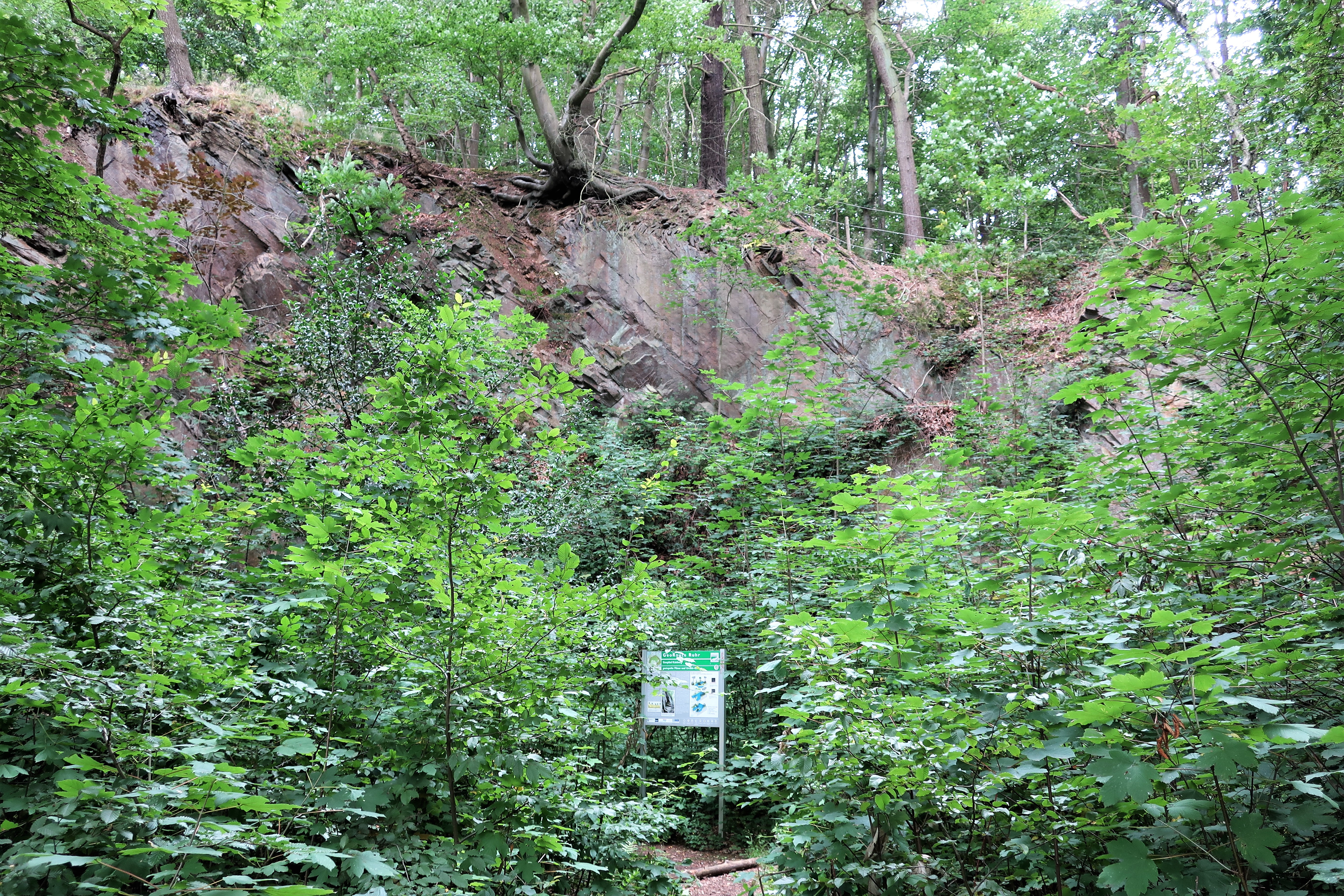
Geschützter Landschaftsbestandteil Steinbrüche am Kaisberg

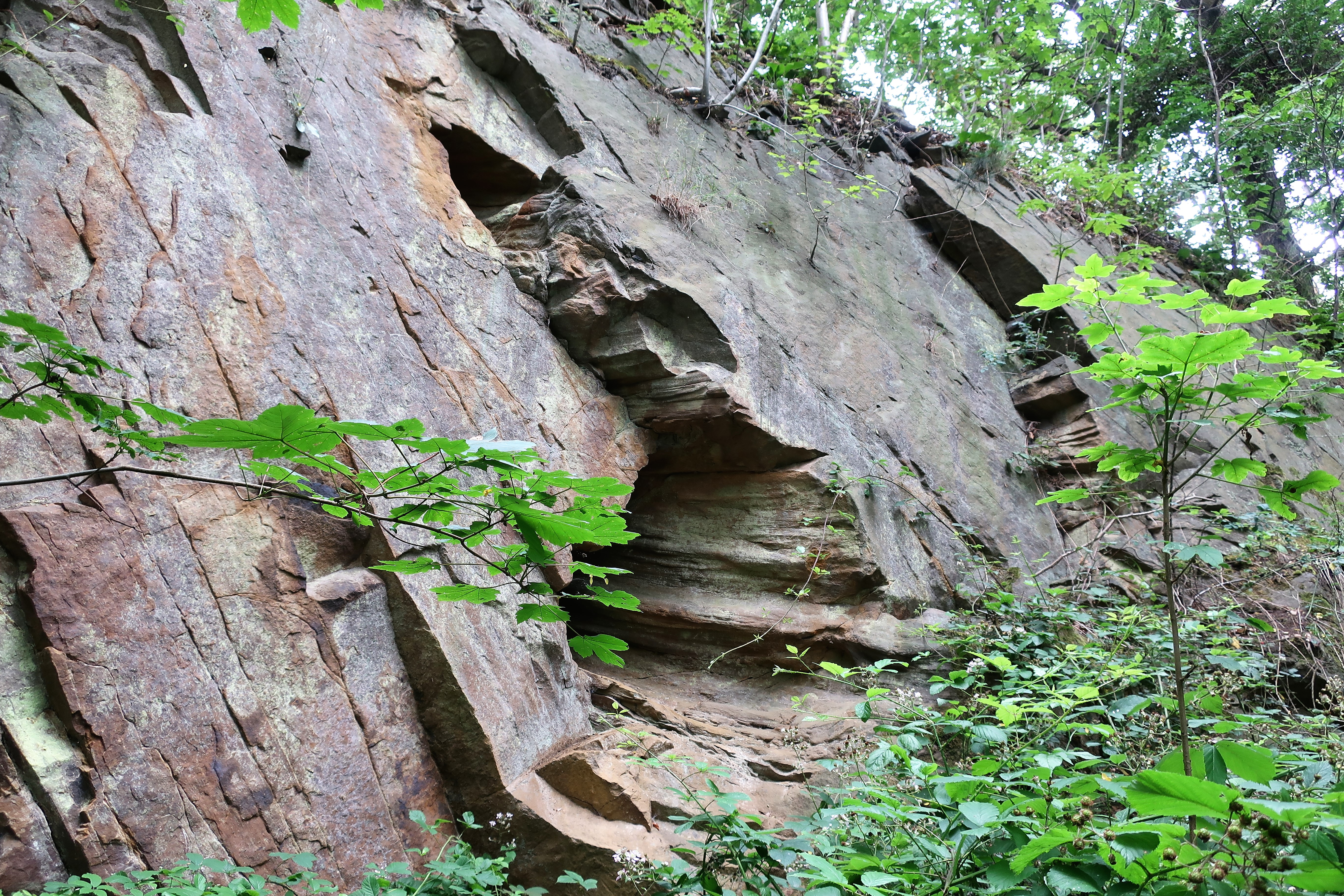
Steinbruch am Kaisberg

Der Geschützte Landschaftsbestandteil Steinbrüche am Kaisberg mit einer Flächengröße von 1,15 ha liegt auf dem Gebiet der kreisfreien Stadt Hagen in Nordrhein-Westfalen. Der LB wurde 1994 mit dem Landschaftsplan der Stadt Hagen vom Stadtrat von Hagen ausgewiesen.

## Beschreibung
Beschreibung im Landschaftsplan: „Der Landschaftsbestandteil liegt am nordöstlichen Hang des Kaisberges. Es handelt sich um ehemalige Steinbrüche im Grenzsandstein zwischen dem Flözleeren und dem Produktiven Oberkarbon mit eingelagerten Ton und Mergelschichten (Kaisberg-Konglomerat).“

## Schutzzweck
Laut Landschaftsplan erfolgte die Ausweisung „zur Sicherung der Leistungsfähigkeit des Naturhaushalts durch Erhalt eines Lebensraumes für wärmeliebende Tier- und Pflanzenarten und der Biotopvielfalt in der Ruhraue“.